# Băița (Hunedoara)
Băița (en hongrois : Boica, en allemand : Pernseifen) est une commune du Județ de Hunedoara en Transylvanie, (Roumanie).